# Point d'eau (radio)
Pour les articles homonymes, voir point d'eau.

Opacité électromagnétique de l'atmosphère. La fenêtre micro-onde est représentée par le radiotélescope à droite, entre 1 et 10 GHz.

En radioastronomie, le point, ou trou d'eau fait référence à une fenêtre du spectre électromagnétique située entre 1 420  et   1 666 mégahertz, c'est-à-dire aux longueurs d'onde situées entre 18 et 21 centimètres. Cette fenêtre est délimitée par le radical hydroxyle, qui possède une raie d'émission à 18 centimètres, et l'hydrogène, qui en a une à 21 centimètres. Les deux composés réunis donnent de l'eau, d'où le nom de cette plage de longueurs d'onde.
Le phénomène est décrit et nommé en 1971 par le chercheur américain Bernard Oliver. Présentes dans la fenêtre micro-onde (située entre 1  et   10 gigahertz), Oliver a présumé que ces fréquences seraient connues par toute formes de vie basées sur l'eau et ayant un degré minimal de maîtrise des signaux radio. Pour cette raison, plusieurs organisations ayant pour but la recherche et la découverte de vie extraterrestre, comme le programme SETI, observent régulièrement le point d'eau (voir Point de Schelling).